# Paradiso sul mare
Il Paradiso sul mare, noto anche come Casinò di Anzio o Paradisino, è un palazzo storico in stile liberty realizzato dell'architetto romano Cesare Bazzani (1873-1939).
È sito sul lungomare Zanardelli della città di Anzio, dove nel 1944, durante la seconda guerra mondiale, presero terra le forze alleate durante lo sbarco.

## Storia
L'edificio, nato come Kursaal Polli ma ben presto identificato con il più suggestivo appellativo di “Paradiso sul Mare” per via della sua scenografica posizione affacciata sul Tirreno, fu progettato nel 1919 dall'architetto romano Cesare Bazzani per conto di Giuseppe Polli, imprenditore e sindaco di Anzio, ed inaugurato nel 1924. Negli auspici della proprietà era destinato a essere luogo di importanti eventi mondani quali sfilate di moda, convegni, mostre e perfino casa da gioco.
Esteticamente il Paradiso ebbe subito notevole successo come esempio dello stile liberty in voga in quegli anni, a maggior ragione perché fu realizzato in coerenza con i villini che andavano sorgendo nella riviera di levante di Anzio determinando un tessuto urbanistico-architettonico che, grazie anche all'accuratezza delle esecuzioni, rese la città particolarmente attraente determinandone un forte successo presso la società borghese del tempo. Tale armonia urbanistica si bloccò quando giunsero gli effetti del nuovo orientamento culturale del regime fascista a scoraggiarla radicalmente.
Durante il secondo conflitto mondiale fu utilizzato come sede dal comando alleato dopo lo sbarco avvenuto nel gennaio 1944.
Nel 1968 l'edificio venne preso in gestione dalla provincia di Roma (ora area metropolitana) e adibito parzialmente a scuola e convitto dell'Istituto professionale di Stato per i Servizi Alberghieri e della Ristorazione. Nel 1978 erano rimasti solo 30 convittori e questo portò alla chiusura definitiva del convitto, trasformato nell'attuale Istituto Alberghiero I.P.S.S.A.R. Marco Apicio di Anzio. Una porzione dell’edificio è ancora oggi utilizzata come deposito del Museo Civico Archeologico di Anzio, situato a poca distanza dal Paradiso.
A causa del progressivo degrado in cui versa l'edificio, soggetto ad alcuni crolli di intonaci, nel 2015 l'uso del bene è stato interdetto agli studenti dell'Istituto Alberghiero, definitivamente trasferiti. Da febbraio 2016 la gestione del bene, chiuso e inutilizzato, è tornata nuovamente al comune di Anzio.

## Descrizione
Il Paradiso si compone di un imponente edificio in stile liberty con un fronte semi circolare affiancato da due torri cupolate. Semicircolari sono anche le due terrazze prospicienti il palazzo e affacciate direttamente sulla spiaggia di Anzio. All'interno si trovavano due sale da gioco con soffitti affrescati al piano superiore, mentre il piano inferiore ospitava il salone da pranzo con la pista da ballo.

## Organizzazione
Il Paradiso sul mare oggi è di proprietà del comune di Anzio.
Le sue imponenti sale sono state utilizzate anche come set cinematografici. Tra gli altri, vi sono stati girati film celebri come Amarcord e Polvere di stelle, diretti rispettivamente da Federico Fellini ed Alberto Sordi.
I vasti ambienti della struttura sono stati per lo più impiegati per l'allestimento di mostre d'arte contemporanea.

## Mostre

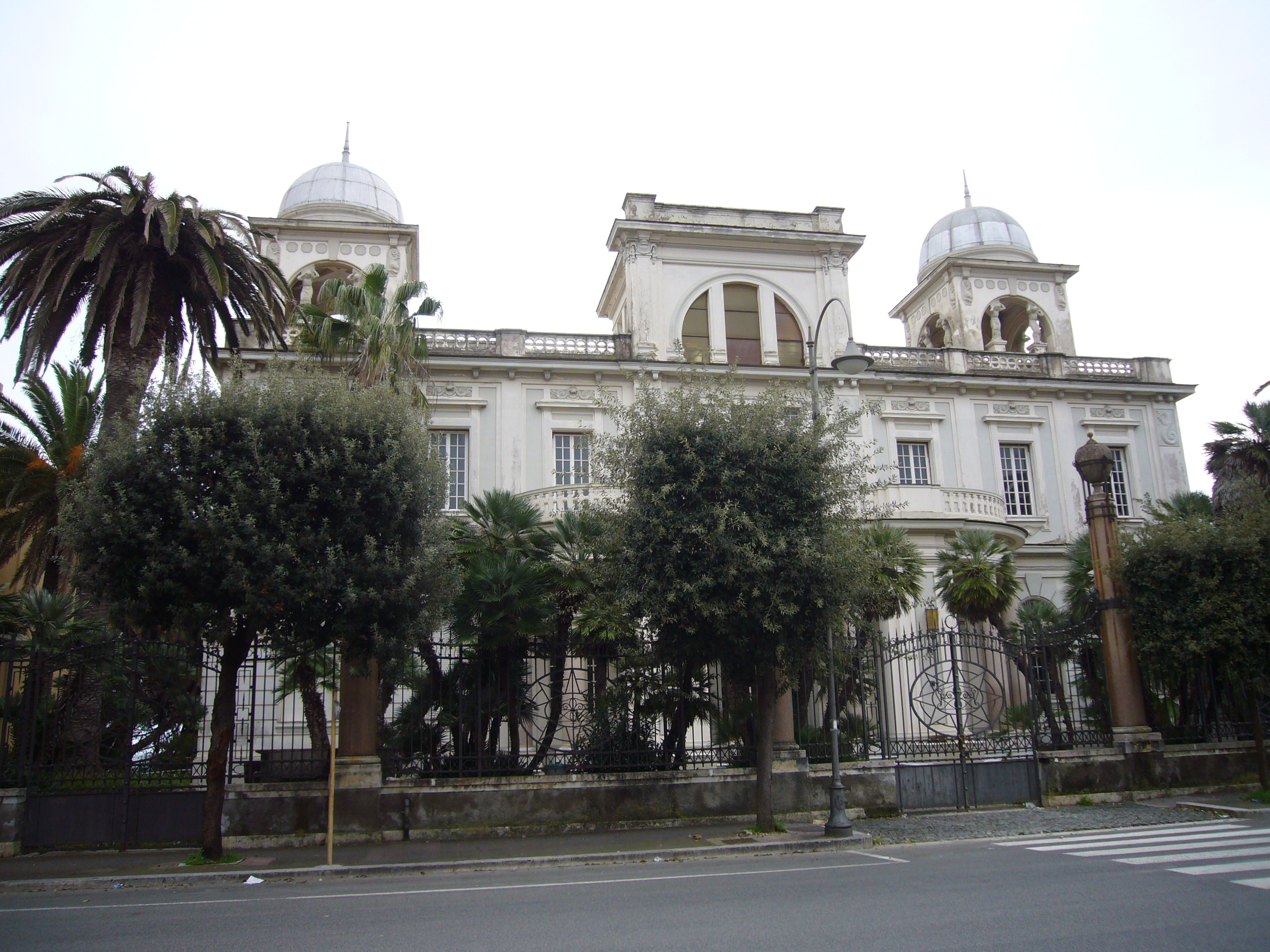
La facciata posteriore

- Controluce, Giuliano Giganti al Paradiso sul mare (2004)
- Abitare a Roma "Scritture poetiche e luoghi", a cura di Ugo Magnanti (2006).
- Il Litorale, incontro-spettacolo di arti visive, teatro, danza e musica, con circa trenta artisti delle varie discipline (2006)
- Anzio, Nettuno informa, Modellini militari (2007)
- Sferamagazine, La parola e l'estro, rassegna di poesia: Vito Riviello, Gabriella Sica, Ugo Magnanti, Rocco Paternostro, Sala degli Specchi, col patrocinio della Città di Anzio, (maggio 2009)

- Arte brasiliana al Paradiso sul mare Archiviato il 9 gennaio 2015 in Internet Archive., Dominique Le Comte, Joseph Pace, Carlos Araujo (2010)
- Trezeri Quarantadue Archiviato il 9 gennaio 2015 in Internet Archive., Un nuovo obiettivo per Anzio, Mostra fotografica, Paradiso sul mare (2010)
- Provincia di Roma Archiviato il 9 gennaio 2015 in Internet Archive., Marilda Dib (2010)
- Anzio Nettuno informa, Roger Waters dei Pink Floyd riceverà la cittadinanza onoraria di Anzio (2013)
- Sbarco di Anzio 70º Anniversario dello Sbarco di Anzio (2014)